# Iodowynnea auriformis
Iodowynnea auriformis — вид грибів, що належить до монотипового роду  Iodowynnea.